# Rezsnyák Róbert
Rezsnyák Róbert (Székesfehérvár, 1976. február 6. –) magyar operaénekes (bariton).

## Életpályája
Középfokon 1994 és 1998 között szülővárosában, a Herrmann László Zeneművészeti Szakközépiskola magánének szakán tanult. 1998–2003 között a Liszt Ferenc Zeneművészeti Egyetem magánének-művésztanár szakos hallgatója volt. 2002–2004 között ugyanitt operaénekes diplomát is szerzett (osztályfőnöke Kovalik Balázs volt). 2004-től a Magyar Állami Operaház énekese.

## Fontosabb szerepei
- Georges Bizet: Carmen – Morales
- Gaetano Donizetti: Szerelmi bájital – Belcore
- Gaetano Donizetti: A csengő – Enrico
- Erkel Ferenc: Bánk bán – Biberach
- Goldmark Károly: Sába királynője – Baál-Hanán
- Gyöngyösi Levente: A gólyakalifa – Tábory Elemér
- Andrew Lloyd Webber: Macskák – Old Csendbelenn[6]
- Pietro Mascagni: Parasztbecsület – Alfio
- Giacomo Meyerbeer: A hugenották – De Retz
- Wolfgang Amadeus Mozart: A varázsfuvola – Papageno
- Giacomo Puccini: Bohémélet – Marcello; Schaunard
- Giacomo Puccini: A Nyugat lánya – Happy
- Ránki György: Pomádé király új ruhája – Béni
- Gioachino Rossini: Alkalom szüli a tolvajt – Parmenione
- Gioachino Rossini: Hamupipőke – Dandini
- Gioachino Rossini: A sevillai borbély – Figaro
- Verdi: La Traviata – D'Obigny márki

## Diszkográfia
- Vajda Gergely: Barbie Blue + Gulliver Fárémidóban + Beszélgetések gyerekekkel (Érsek Dóra, ÚMZE Kamaraegyüttes, Magyar Rádió Szimfonikus Zenekara, vezényel: a szerző) (2012) BMC Records BMC CD 202